# Stoloteuthis
Stoloteuthis is een geslacht van inktvissen uit de familie van de Sepiolidae.

## Soorten
- Stoloteuthis japonica Kubodera & Okutani, 2011
- Stoloteuthis leucoptera (Verrill, 1878)
- Stoloteuthis maoria (Dell, 1959)
- Stoloteuthis weberi (Joubin, 1902)

### Synoniemen
- Stoloteuthis iris Berry, 1909 => Iridoteuthis iris (Berry, 1909)
- Stoloteuthis leucopterus (Verrill, 1878) => Stoloteuthis leucoptera (Verrill, 1878)
- Stoloteuthis nipponensis Berry, 1911 => Sepiolina nipponensis (Berry, 1911)